# Lori Leux

Lori Leux vor 1930 auf einer Fotografie von Alexander Binder

Lori Leux (* 23. Juni 1893 als Auguste Margarethe Eleonore Dietrich in Berlin; † 30. Januar 1964 ebenda) war eine deutsche Schauspielerin und Sängerin.

## Leben
Die Tochter des Bildhauers und späteren Schauspielers Georg Leux und der Opernsängerin Margarethe Dietrich erhielt bei ihrer Mutter Gesangsunterricht und trat 1911 an den Vereinigten Operetten-Bühnen der Berliner Vororte ihr erstes Engagement an. Später sang sie besonders am Metropol-Theater.
Ab 1918 war sie in einigen Hauptrollen beim Stummfilm zu sehen, doch schon ab Mitte der 20er-Jahre spielte sie nur noch Theater. Seit den ausgehenden 30er-Jahren trat sie vor allem im Rahmen von Gastspielen auf.
Von ihren Liedern war besonders das Duett Warte, warte nur ein Weilchen aus der Operette Marietta von Walter Kollo (Text: Willi Kollo) erfolgreich, das sie 1924 bei der Uraufführung im Metropoltheater als Erstinterpretin mit Paul Heidemann aus der Taufe hob. Mit Johannes Müller im Duett sang sie 1921 den Batavia-Fox („Sieben Jahre lebt’ ich in Batavia“) aus Eduard Künnekes Operette Der Vetter aus Dingsda  (Text von Herman Haller und Dr. Fritz Oliven).
Mit dem Tenor Gustav Matzner sang sie 1922 das Duett Ich weiß ein entzückendes Nachtlokal aus Rudolf Nelsons „New York – Berlin“.
Titel von ihr erschienen auf Gramophone und auf Odeon Record; unter dem Namen Elli Leux sang sie Duette aus Leo Blechs Operette „Die Strohwitwe“ auf Grammophon (Berlin 1920). Von ihrer Mutter Margarethe Leux existieren Aufnahmen auf Homokord (Berlin 1907) und Zonophone (Berlin 1908).
Lori Leux machte sich auch einen Namen als Rennstallbesitzerin. In den 1950er-Jahren erschien sie noch einmal in einigen kleinen Filmrollen.

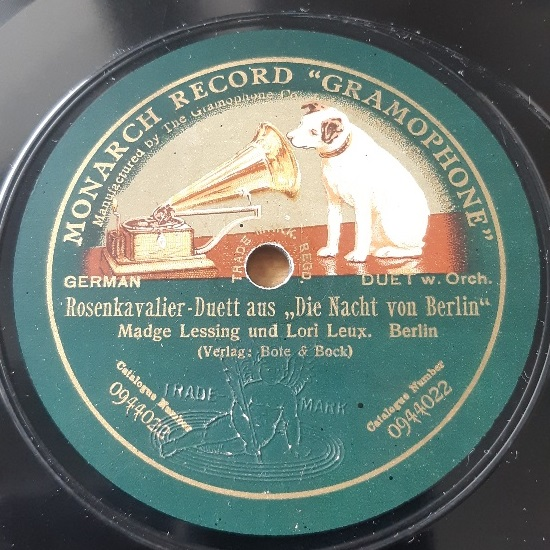
Schallplatte von Lori Leux (Berlin 1911)

## Filmographie
- 1918: Das Tagebuch des Apothekers Warren
- 1919: Aus dem Leben einer Schulreiterin
- 1921: Der Mann ohne Namen (6 Teile)
- 1924: Die Schmetterlingsschlacht
- 1925: Ein Sommernachtstraum
- 1954: Die sieben Kleider der Katrin
- 1956: Mein Vater, der Schauspieler
- 1956: Der erste Frühlingstag
- 1957: Das einfache Mädchen
- 1957: Und abends in die Scala

### Abbildungen
- Photos von Lori Leux
- Photo von Fritz Eschen (1951): Berlin. Schauspielerin Lori Leux bedient in einem Tabakwarengeschäft gemeinsam mit dem Ladeninhaber einen Herren